# Primera Liga de Bulgaria 2018-19
La Primera Liga de Bulgaria 2018-19 fue la 95.ª edición de la Primera Liga de Bulgaria la máxima categoría de fútbol profesional en Bulgaria. La temporada comenzó el 20 de julio de 2018 y finalizó el 24 de mayo de 2019.

## Formato
Los catorce equipos participantes jugarán entre sí todos contra todos dos veces totalizando 26 partidos cada uno, al término de la fecha veintiséis los seis primeros pasarán a jugar el grupo campeonato mientras que los 8 últimos jugarán en el grupo del descenso.
En el grupo campeonato los seis equipos jugarán todos contra todos dos veces sumando 10 partidos más; al término de la fecha treinta y seis el primer clasificado obtendrá el cupo para la primera ronda de la Liga de Campeones 2019-20, mientras que el segundo clasificado obtendrá el cupo para la primera ronda de la Liga Europea 2019-20; por otro lado el tercer clasificado se jugará un play-off para determinar su participación en la Liga Europea 2019-20.
En el grupo del descenso los ocho equipos participantes se dividieron en dos grupos de cuatro cada uno, dentro de cada grupo se jugarán todos contra todos sumando seis partidos más; al final de la fecha treinta y dos los dos últimos clasificados de cada grupo pasarán a jugar los play-offs de regalación mientras que los dos primeros de cada grupo jugarán los paly-offs para la Liga Europea 2019-20.
Un tercer cupo para la primera ronda de la Liga Europea 2019-20 es asignado al campeón de la Copa de Bulgaria.

## Ascensos y descensos
| Pos. | Descendidos de la Primera Liga de Bulgaria 2017-18 |
| ---- | -------------------------------------------------- |
| 14.º | Pirin Blagoevgrad                                  |

| Pos. | Ascendidos de la Segunda Liga de Bulgaria 2017-18 |
| ---- | ------------------------------------------------- |
| 1.º  | Botev Vratsa                                      |

## Equipos participantes
| Equipo             | Ciudad         | Estadio                  | Capacidad |
| ------------------ | -------------- | ------------------------ | --------- |
| Beroe              | Stara Zagora   | Estadio Beroe            | 22.400    |
| Botev Plovdiv      | Plovdiv        | Estadio Hristo Botev     | 21.000    |
| Botev Vratsa       | Vratsa         | Estadio Hristo Botev     | 21.000    |
| Cherno More        | Varna          | Estadio Ticha            | 12.500    |
| CSKA Sofia         | Sofia          | Estadio Balgarska Armiya | 22.500    |
| Dunav Ruse         | Ruse           | Gradski Stadium          | 13.000    |
| Etar               | Veliko Tarnovo | Estadio Ivaylo           | 18.000    |
| Levski Sofia       | Sofia          | Estadio Georgi Asparuhov | 29.000    |
| Lokomotiv Plovdiv  | Plovdiv        | Estadio Lokomotiv        | 12.000    |
| Ludogorets Razgrad | Razgrad        | Ludogorets Arena         | 8.000     |
| Septemvri Sofia    | Sofia          | Stadion Dragalevtsi      | 2.000     |
| Slavia Sofia       | Sofia          | Estadio Ovcha Kupel      | 18.000    |
| Vereya             | Stara Zagora   | Trace Arena              | 3.500     |
| Vitosha Bistritsa  | Bistritsa      | Bistritsa Stadium        | 2.000     |

## Temporada Regular

### Tabla de posiciones
| Pos. | Equipo              | Pts. | PJ | G  | E | P  | GF | GC | Dif. | Clasificación    |
| ---- | ------------------- | ---- | -- | -- | - | -- | -- | -- | ---- | ---------------- |
| 1    | Ludogorets Razgrad  | 62   | 26 | 19 | 5 | 2  | 53 | 14 | +39  | Grupo campeonato |
| 2    | CSKA Sofia          | 57   | 26 | 18 | 3 | 5  | 47 | 14 | +33  | Grupo campeonato |
| 3    | Levski Sofia        | 54   | 26 | 17 | 3 | 6  | 51 | 24 | +27  | Grupo campeonato |
| 4    | Botev Plovdiv       | 45   | 26 | 13 | 6 | 7  | 39 | 21 | +18  | Grupo campeonato |
| 5    | Cherno More         | 42   | 26 | 12 | 6 | 8  | 36 | 34 | +2   | Grupo campeonato |
| 6    | Beroe               | 42   | 26 | 12 | 6 | 8  | 32 | 23 | +9   | Grupo campeonato |
| 7    | Etar Veliko Tarnovo | 40   | 26 | 12 | 4 | 10 | 30 | 27 | +3   | Grupo descenso   |
| 8    | Lokomotiv Plovdiv   | 35   | 26 | 10 | 5 | 11 | 32 | 28 | +4   | Grupo descenso   |
| 9    | Slavia Sofia        | 33   | 26 | 9  | 6 | 11 | 28 | 31 | −3   | Grupo descenso   |
| 10   | Botev Vratsa        | 31   | 26 | 9  | 4 | 13 | 29 | 40 | −11  | Grupo descenso   |
| 11   | Vitosha Bistritsa   | 25   | 26 | 7  | 4 | 15 | 17 | 39 | −22  | Grupo descenso   |
| 12   | Septemvri Sofia     | 21   | 26 | 6  | 3 | 17 | 23 | 52 | −29  | Grupo descenso   |
| 13   | Dunav Ruse          | 20   | 26 | 5  | 5 | 16 | 25 | 47 | −22  | Grupo descenso   |
| 14   | Vereya              | 6    | 26 | 0  | 6 | 20 | 12 | 60 | −48  | Grupo descenso   |

Actualizado a los partidos jugados el 17 de marzo de 2019.
 Fuente: Soccerway
Criterios de clasificación: 1) Puntos; 2) Enfrentamientos directos; 3) Diferencia de goles en enfrentamientos directos; 4) Goles de visita en los enfrentamientos directos (solo 2 clubes);
 5) Diferencia de goles; 6) Goles; 7) Juego limpio.

### Resultados
| Local \ Visitante   | BER | BPL | BVR | CMO | CSK | ETA | DUN | LEV | LPL | LUD | SEP | SLA | VER | VIT |
| ------------------- | --- | --- | --- | --- | --- | --- | --- | --- | --- | --- | --- | --- | --- | --- |
| Beroe               | —   | 2–1 | 4–0 | 0–1 | 1–1 | 1–0 | 1–0 | 2–1 | 1–0 | 1–1 | 1–0 | 2–0 | 6–0 | 0–1 |
| Botev Plovdiv       | 4–1 | —   | 1–1 | 2–1 | 0–0 | 2–0 | 4–1 | 0–1 | 0–1 | 2–3 | 2–0 | 1–0 | 4–0 | 3–0 |
| Botev Vratsa        | 0–1 | 0–1 | —   | 2–1 | 0–2 | 2–0 | 1–0 | 0–2 | 0–0 | 1–4 | 4–1 | 1–3 | 3–0 | 1–0 |
| Cherno More         | 0–0 | 0–0 | 2–1 | —   | 2–0 | 1–0 | 3–2 | 1–0 | 2–0 | 1–0 | 1–5 | 1–2 | 4–2 | 1–0 |
| CSKA Sofia          | 2–0 | 2–1 | 2–1 | 3–1 | —   | 3–0 | 3–0 | 0–1 | 2–0 | 1–1 | 5–1 | 2–1 | 4–0 | 3–0 |
| Etar Veliko Tarnovo | 1–1 | 1–0 | 2–1 | 1–1 | 1–3 | —   | 3–0 | 1–2 | 2–0 | 1–4 | 2–0 | 3–0 | 1–0 | 1–0 |
| Dunav Ruse          | 1–1 | 1–1 | 3–1 | 1–1 | 0–2 | 2–4 | —   | 1–2 | 1–0 | 0–2 | 2–0 | 1–1 | 1–0 | 3–0 |
| Levski Sofia        | 1–0 | 4–1 | 1–3 | 2–2 | 1–0 | 2–1 | 3–0 | —   | 1–1 | 0–2 | 2–0 | 2–0 | 7–0 | 4–1 |
| Lokomotiv Plovdiv   | 4–1 | 0–2 | 4–0 | 0–2 | 0–1 | 0–0 | 4–1 | 1–0 | —   | 0–1 | 0–2 | 2–4 | 3–0 | 2–1 |
| Ludogorets Razgrad  | 1–0 | 1–1 | 2–0 | 5–1 | 1–0 | 1–0 | 3–1 | 2–1 | 0–1 | —   | 6–0 | 2–0 | 2–1 | 3–0 |
| Septemvri Sofia     | 1–0 | 0–2 | 1–2 | 2–1 | 0–3 | 0–2 | 2–1 | 2–2 | 1–3 | 1–4 | —   | 1–2 | 1–0 | 0–0 |
| Slavia Sofia        | 1–1 | 0–0 | 0–1 | 3–2 | 1–0 | 0–1 | 2–0 | 0–3 | 1–1 | 0–0 | 3–1 | —   | 4–0 | 0–2 |
| Vereya              | 0–2 | 1–2 | 2–2 | 0–2 | 0–1 | 0–1 | 1–1 | 3–4 | 2–2 | 0–0 | 0–0 | 0–0 | —   | 0–1 |
| Vitosha Bistritsa   | 1–2 | 0–2 | 1–1 | 1–1 | 0–2 | 1–1 | 2–1 | 0–2 | 0–3 | 0–2 | 2–1 | 1–0 | 2–0 | —   |

## Grupo campeonato

### Tabla de posiciones
| Pos. | Equipo                 | Pts. | PJ | G  | E  | P  | GF | GC | Dif. | Clasificación 2019-20                 |
| ---- | ---------------------- | ---- | -- | -- | -- | -- | -- | -- | ---- | ------------------------------------- |
| 1    | Ludogorets Razgrad (C) | 79   | 36 | 23 | 10 | 3  | 67 | 19 | +48  | Primera ronda de la Liga de Campeones |
| 2    | CSKA Sofia             | 78   | 36 | 24 | 6  | 6  | 57 | 17 | +40  | Primera ronda de la Liga Europa       |
| 3    | Levski Sofia (O)       | 66   | 36 | 20 | 6  | 10 | 64 | 37 | +27  | Play-offs para la Liga Europa         |
| 4    | Beroe                  | 58   | 36 | 16 | 10 | 10 | 42 | 30 | +12  |                                       |
| 5    | Cherno More            | 52   | 36 | 15 | 7  | 14 | 44 | 51 | −7   |                                       |
| 6    | Botev Plovdiv          | 50   | 36 | 14 | 8  | 14 | 44 | 36 | +8   |                                       |

Actualizado a los partidos jugados el 24 de mayo de 2019.
 Fuente: Soccerway
Criterios de clasificación: 1) Puntos; 2) Enfrentamientos directos; 3) Diferencia de goles en enfrentamientos directos; 4) Goles de visita en los enfrentamientos directos (solo 2 clubes);
 5) Diferencia de goles; 6) Goles; 7) Juego limpio.

### Resultados
| Local \ Visitante  | BER | BPL | CMO | CSK | LEV | LUD |
| ------------------ | --- | --- | --- | --- | --- | --- |
| Beroe              | —   | 1–1 | 2–0 | 0–1 | 3–1 | 1–1 |
| Botev Plovdiv      | 0–1 | —   | 0–2 | 2–0 | 1–3 | 0–2 |
| Cherno More        | 0–0 | 1–0 | —   | 1–3 | 0–1 | 2–1 |
| CSKA Sofia         | 2–0 | 1–0 | 1–0 | —   | 0–0 | 0–0 |
| Levski Sofia       | 1–2 | 1–1 | 5–1 | 0–2 | —   | 0–2 |
| Ludogorets Razgrad | 0–0 | 3–0 | 4–1 | 0–0 | 1–1 | —   |

## Grupo descenso

### Grupo A
| Pos. | Equipo                | Pts. | PJ | G  | E | P  | GF | GC | Dif. | Clasificación o descenso         |
| ---- | --------------------- | ---- | -- | -- | - | -- | -- | -- | ---- | -------------------------------- |
| 1    | Etar Veliko Tarnovo   | 51   | 32 | 15 | 6 | 11 | 39 | 31 | +8   | Play-offs para la Liga Europa    |
| 2    | Botev Vratsa          | 45   | 32 | 13 | 6 | 13 | 49 | 44 | +5   | Play-offs para la Liga Europa    |
| 3    | Vitosha Bistritsa (O) | 34   | 32 | 10 | 4 | 18 | 26 | 49 | −23  | Clasifica a playoffs de descenso |
| 4    | Vereya (D)            | 6    | 32 | 0  | 6 | 26 | 13 | 81 | −68  | Descalificado                    |

Actualizado a los partidos jugados el 2 de mayo de 2019.
 Fuente: Soccerway
Criterios de clasificación: 1) Puntos; 2) Enfrentamientos directos; 3) Diferencia de goles en enfrentamientos directos; 4) Goles de visita en los enfrentamientos directos (solo 2 clubes);
 5) Diferencia de goles; 6) Goles; 7) Juego limpio.
Notas:
1. ↑  El 7 de mayo de 2019, Vereya fue descalificado y descendido a Segunda por arreglo de partidos. Se le otorgo la victoria por 3-0 al Septemvri Sofia en los 2 partidos del play-off y el perdedor del partido Dunav-Vitosha pasa directo al partido contra el Subcampeón de la Segunda Liga.[2][3][4]

#### Resultados
| Local \ Visitante   | BVR | ETA | VER | VIT |
| ------------------- | --- | --- | --- | --- |
| Botev Vratsa        | —   | 1–1 | 5–0 | 3–0 |
| Etar Veliko Tarnovo | 0–0 | —   | 3–0 | 2–0 |
| Vereya              | 1–6 | 0–3 | —   | 0–2 |
| Vitosha Bistritsa   | 2–5 | 3–0 | 2–0 | —   |

### Grupo B
| Pos. | Equipo            | Pts. | PJ | G  | E | P  | GF | GC | Dif. | Clasificación o descenso         |
| ---- | ----------------- | ---- | -- | -- | - | -- | -- | -- | ---- | -------------------------------- |
| 1    | Slavia Sofia      | 39   | 32 | 10 | 9 | 13 | 37 | 42 | −5   | Play-offs para la Liga Europa    |
| 2    | Lokomotiv Plovdiv | 38   | 32 | 10 | 8 | 14 | 37 | 37 | 0    | Primera ronda de la Liga Europa  |
| 3    | Septemvri Sofia   | 33   | 32 | 9  | 6 | 17 | 32 | 58 | −26  | Clasifica a playoffs de descenso |
| 4    | Dunav Ruse (O)    | 29   | 32 | 7  | 8 | 17 | 36 | 55 | −19  | Clasifica a playoffs de descenso |

Actualizado a los partidos jugados el 3 de mayo de 2019.
 Fuente: Soccerway
Criterios de clasificación: 1) Puntos; 2) Enfrentamientos directos; 3) Diferencia de goles en enfrentamientos directos; 4) Goles de visita en los enfrentamientos directos (solo 2 clubes);
 5) Diferencia de goles; 6) Goles; 7) Juego limpio.
Notas:
1. ↑  Tras ganar la Copa de Bulgaria 2018-19, el Lokomotiv Plovdiv obtuvo un cupo para la Primera ronde la Liga Europa 2019-20.

#### Resultados
| Local \ Visitante | DUN | LPL | SEP | SLA |
| ----------------- | --- | --- | --- | --- |
| Dunav Ruse        | —   | 2–0 | 2–2 | 0–1 |
| Lokomotiv Plovdiv | 1–1 | —   | 1–2 | 1–1 |
| Septemvri Sofia   | 1–1 | 1–0 | —   | 3–2 |
| Slavia Sofia      | 3–5 | 2–2 | 0–0 | —   |

## Play-offs para la Liga Europa
Participaron los 2 primeros de cada grupo del Grupo descenso y el tercero del Grupo campeonato por el tercer cupo para la Primera ronda de la Liga Europa 2019-20.

### Cuartos de final
En los cuartos de final se enfrentaron los primeros de grupo vs. los segundos del grupo contrario.
| Equipo 1          | Agr.       | Equipo 2     | Ida | Vuelta |
| ----------------- | ---------- | ------------ | --- | ------ |
| Botev Vratsa      | 0–1 (t.s.) | Slavia Sofia | 0–0 | 0–1    |
| Lokomotiv Plovdiv | 0–3        | Etar         | 0–2 | 0–1    |

### Semifinal
En la semifinal se enfrentaron los ganadores de los cuartos de final, el ganador pasó a jugar la final.
| Equipo 1     | Agr. | Equipo 2 | Ida | Vuelta |
| ------------ | ---- | -------- | --- | ------ |
| Slavia Sofia | 1–2  | Etar     | 1–0 | 0–2    |

### Final
En la final se enfrentaron el tercero del Grupo campeonato contra el ganador de la semifinal. El ganador obtuvo el último cupo para la Liga Europa 2019-20.
| Equipo 1     | Resultado | Equipo 2 |
| ------------ | --------- | -------- |
| Levski Sofia | 4–1       | Etar     |

## Play-offs de descenso

### Primera ronda
| Equipo 1   | Agr. | Equipo 2          | Ida | Vuelta |
| ---------- | ---- | ----------------- | --- | ------ |
| Dunav Ruse | 1–0  | Vitosha Bistritsa | 0–0 | 1–0    |
| Vereya     | 0–6  | Septemvri Sofia   | 0–3 | 0–3    |

### Segunda ronda
| Equipo 1   | Agr.     | Equipo 2          | Ida | Vuelta |
| ---------- | -------- | ----------------- | --- | ------ |
| Dunav Ruse | 3–3 (v.) | Septemvri Sofia   | 0–1 | 3–2    |
| Vereya     | 0–6      | Vitosha Bistritsa | 0–3 | 0–3    |

### Tercera ronda
| Equipo 1          | Resultado | Equipo 2 |
| ----------------- | --------- | -------- |
| Septemvri Sofia   | 0–1       | Arda     |
| Vitosha Bistritsa | 3–0       | Montana  |

## Goleadores
- Actualizado al 24 de mayo de 2019
| Pos. | Jugador              | Club          | Goles |
| ---- | -------------------- | ------------- | ----- |
| 1    | Thiago Dylan         | Ludogorets    | 24    |
| 2    | Claudiu Keșerü       | Ludogorets    | 20    |
| 3    | Martin Kamburov      | Beroe         | 16    |
| 4    | Todor Nedelev        | Botev Plovdiv | 14    |
| 5    | Ali Sowe             | CSKA Sofia    | 11    |
| 5    | Daniel Mladenov      | Etar          | 11    |
| 5    | Davide Mariani       | Levski Sofia  | 11    |
| 5    | Jakub Świerczok      | Ludogorets    | 11    |
| 5    | Tsvetelin Chunchukov | Slavia Sofia  | 11    |
| 5    | Georgi Iliev         | Cherno More   | 11    |